# Federico Herrera
Mateo Federico Herrera Vergara (Ayacucho, 20 de septiembre de 1845 - Perú, 1892) fue un abogado y político peruano. Miembro del Partido Constitucional o cacerista, fue ministro de Gobierno y presidente del Consejo de Ministros del gobierno de Remigio Morales Bermúdez, entre 1891 y 1892.

## Biografía
Natural de Ayacucho. Fue hijo de don José Patricio Herrera y de doña Manuela Vergara. Tenía 20 años cuando empezó a trabajar en la prefectura de dicho departamento como secretario. Durante el gobierno provisional de Francisco García Calderón (1881) aceptó la prefectura de Arequipa. Por tal motivo, la dictadura de Nicolás de Piérola, que todavía se mantenía en el sur peruano, lo condenó a confinamiento en la isla de Taquile, pero el Jefe Superior de Sur, Pedro Alejandrino del Solar, ante la protesta de los arequipeños, lo libró de dicha pena. Restablecido el orden constitucional en todo el sur, Herrera fue nombrado prefecto de Puno y luego de Arequipa.  Llegó también a ser ministro de Gobierno de la administración de Lizardo Montero, con sede en Arequipa. Cuando los chilenos avanzaron sobre Arequipa, mantuvo la serenidad, al igual que muchos otros arequipeños, lo que no bastó para que se derrumbara la resistencia y la ciudad cayera en poder del enemigo sin oposición (1883).
Apoyó al general Andrés A. Cáceres en su victoriosa revolución contra el gobierno de Miguel Iglesias, y desde entonces fue su leal partidario. En 1886 fue elegido diputado por la provincia cusqueña de Chumbivilcas y fue reelecto en 1889. Fue elevado a la vicepresidencia de la Cámara de Diputados en dos legislaturas consecutivas  y llegó a ser presidente interino de la misma en 1891.
Como leal cacerista, apoyó al presidente Remigio Morales Bermúdez, que sucedió a Cáceres en 1890. El 4 de agosto de 1891 fue nombrado ministro de Gobierno, cargo que aceptó el día 12, reemplazando a Mariano Nicolás Valcárcel. El día 14 pasó a presidir el Consejo de Ministros, tras la renuncia de Alberto Elmore. Renunció a su vez a los pocos días, al ver que era inevitable el voto de censura de parte del Senado, renuncia que fue aceptada por el presidente Morales Bermúdez para facilitar un entendimiento con el Legislativo.  Pero se mantuvo al frente del ministerio de Gobierno en el nuevo gabinete que se conformó el día 24 de agosto de 1891, presidido esta vez por el coronel Justiniano Borgoño (que era al mismo tiempo ministro de Guerra).
Cuando Borgoño presentó su renuncia el 14 de octubre de 1891, Herrera lo reemplazó interinamente como jefe del gabinete y ministro de Guerra. Luego de un mes fue ratificado como cabeza del gabinete, dejando el portafolio de Guerra al coronel Juan Ibarra y conservando el de Gobierno. Renunció finalmente el 13 de abril de 1892, por un desacuerdo con el presidente Morales Bermúdez, que los medios periodísticos interpretaron de diversos modos.